# 1973 en musique classique
| \| • Retour à la chronologie générale de la musique classique • \| |
| Grèce • Rome • Haut Moyen Âge • VIIIe siècle • IXe siècle • Xe siècle • XIe siècle XIIe siècle • XIIIe siècle • XIVe siècle • XVe siècle • XVIe siècle • XVIIe siècle XVIIIe siècle • XIXe siècle • XXe siècle • XXIe siècle |
| • Retour à la chronologie générale de la musique classique • |

| Années en musique classique : 1970 - 1971 - 1972 - 1973 - 1974 - 1975 - 1976    |
| Décennies en musique classique : 1940 - 1950 - 1960 - 1970 - 1980 - 1990 - 2000 |

## Événements

### Créations
- 16 mai : Création mondiale de Six Pianos de Steve Reich par le Steve Reich Ensemble à New York.
- 16 juin : Death in Venice, opéra de Benjamin Britten, à Aldeburgh.

#### Date indéterminée
- le Quatuor no 3 d'Elliott Carter, créé par le Quatuor Juilliard.
- Polyptyque pour violon et deux petits orchestres à cordes de Frank Martin.

### Autres
- 1er janvier : concert du nouvel an de l'orchestre philharmonique de Vienne au Musikverein, dirigé par Willi Boskovsky.

#### Date indéterminée
- Fondation du Hilliard Ensemble par Paul Hillier, Paul Elliott, et David James.
- Fondation du Kronos Quartet.
- Fondation du Quatuor Kontra.
- Fondation de la Musica Antiqua Köln par Reinhard Goebel.
- Catalogue  Ryom des œuvres d'Antonio Vivaldi, établi par le musicologue danois Peter Ryom.
- Fondation du Royal Northern College of Music par fusion du Royal Manchester College of Music et de la Northern School of Music.

## Prix
- Dmitri Chostakovitch reçoit le Léonie Sonning Music Award.

## Naissances

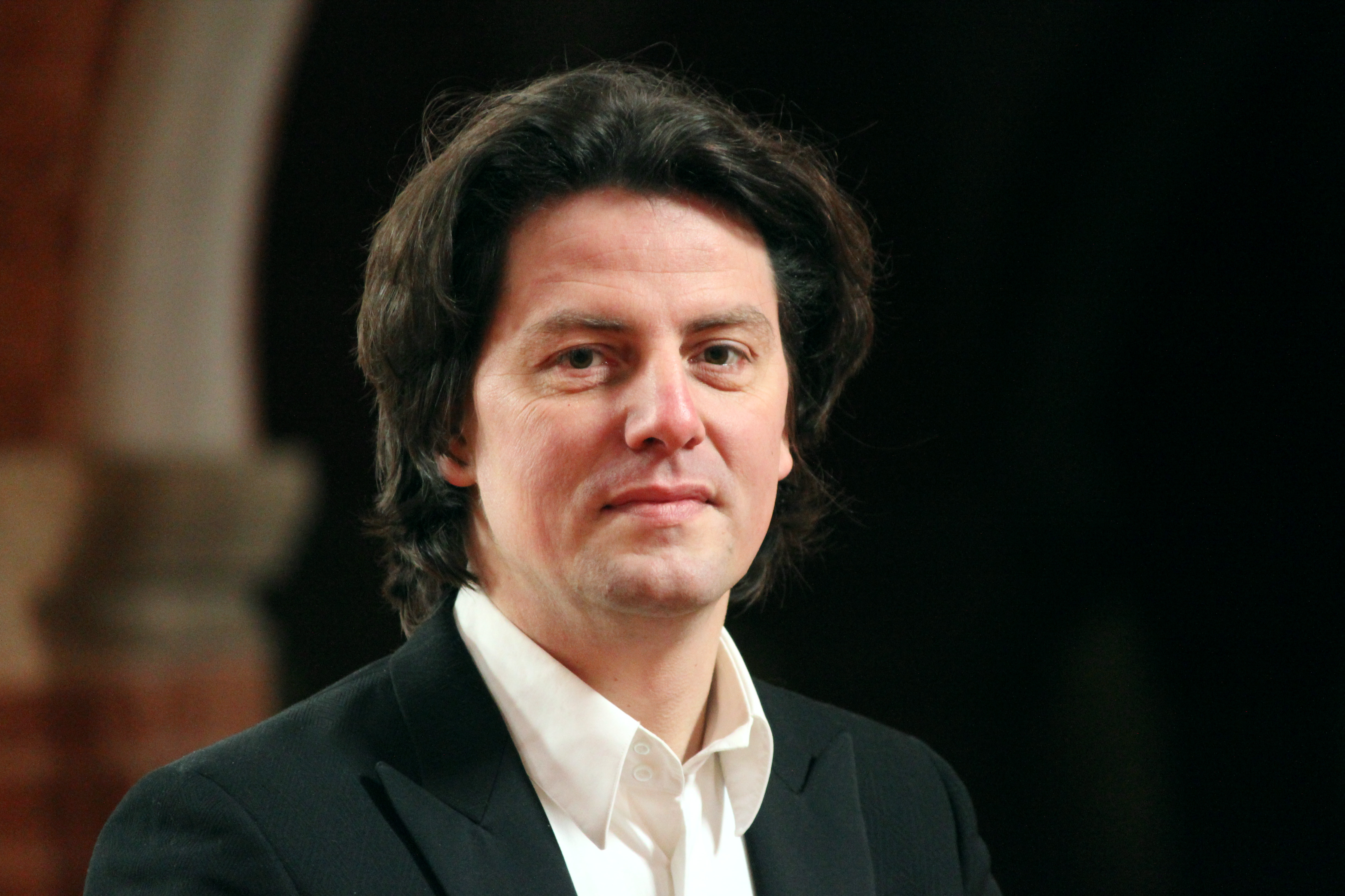
Helge Burggrabe

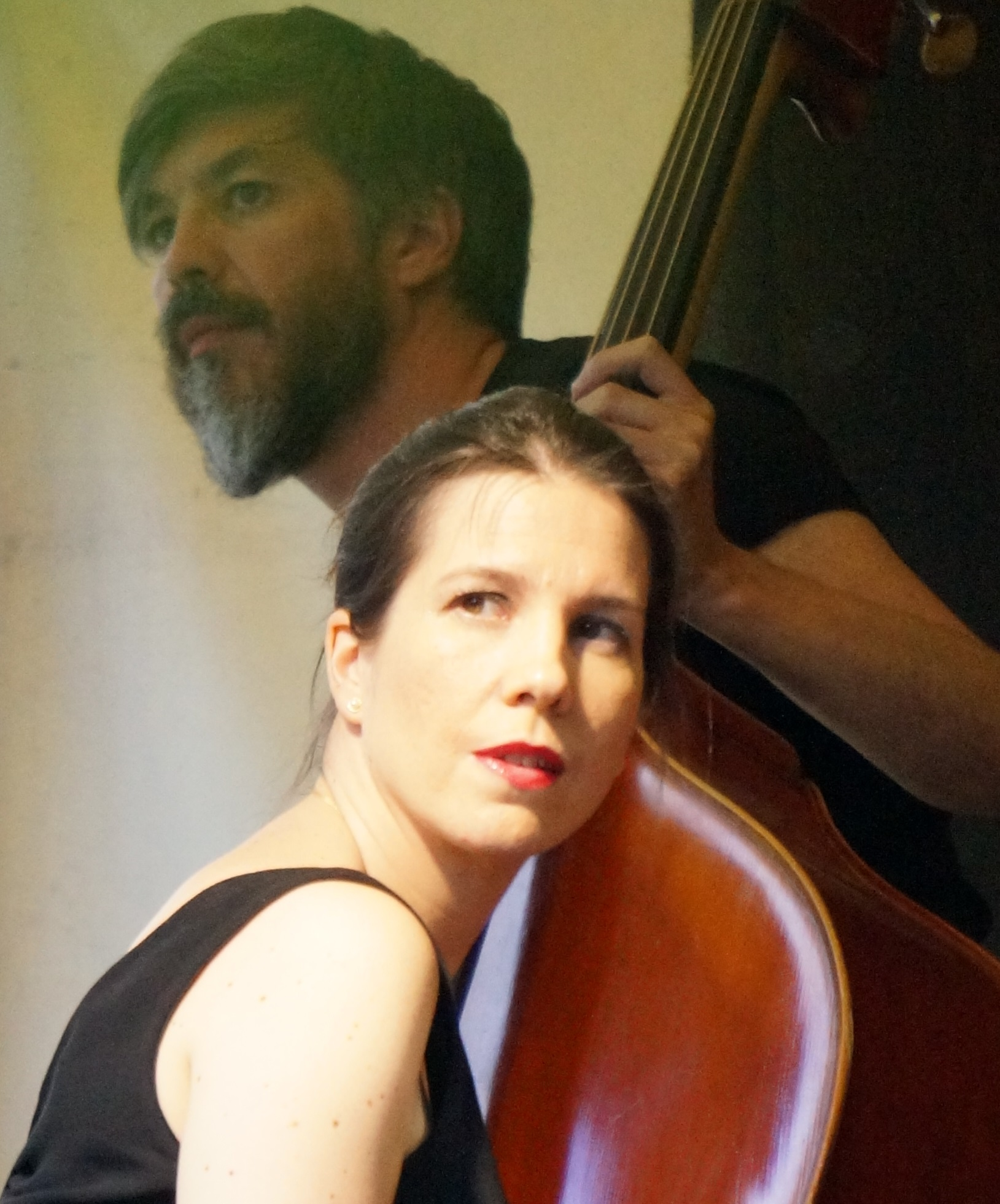
Violaine Cochard

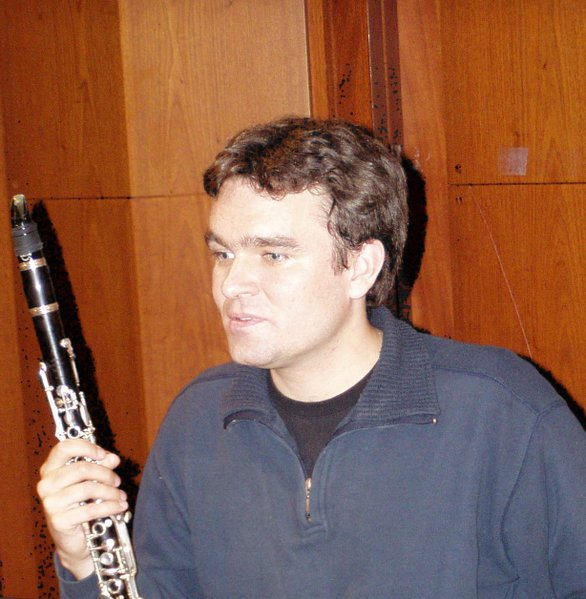
Jörg Widmann

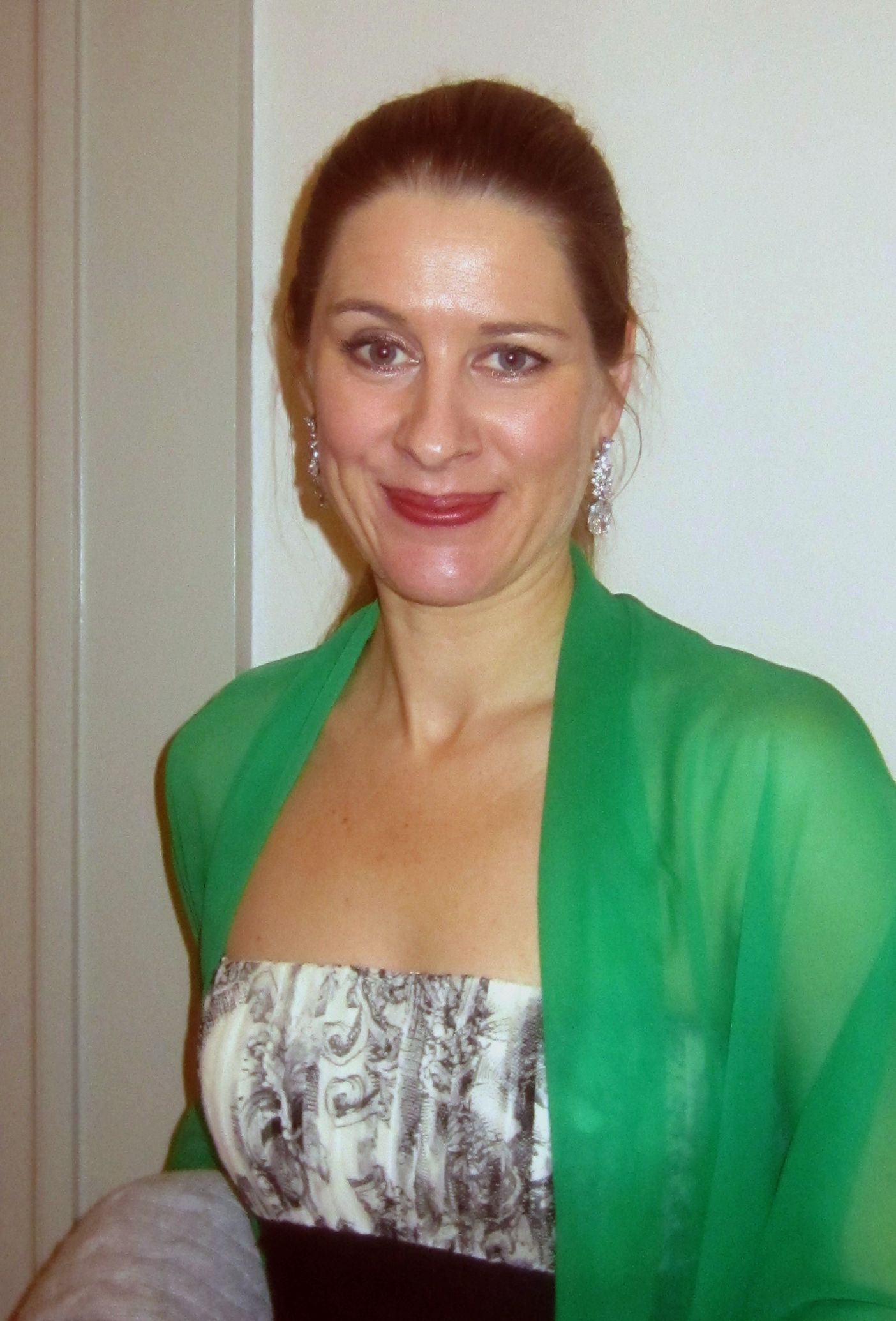
Malin Byström

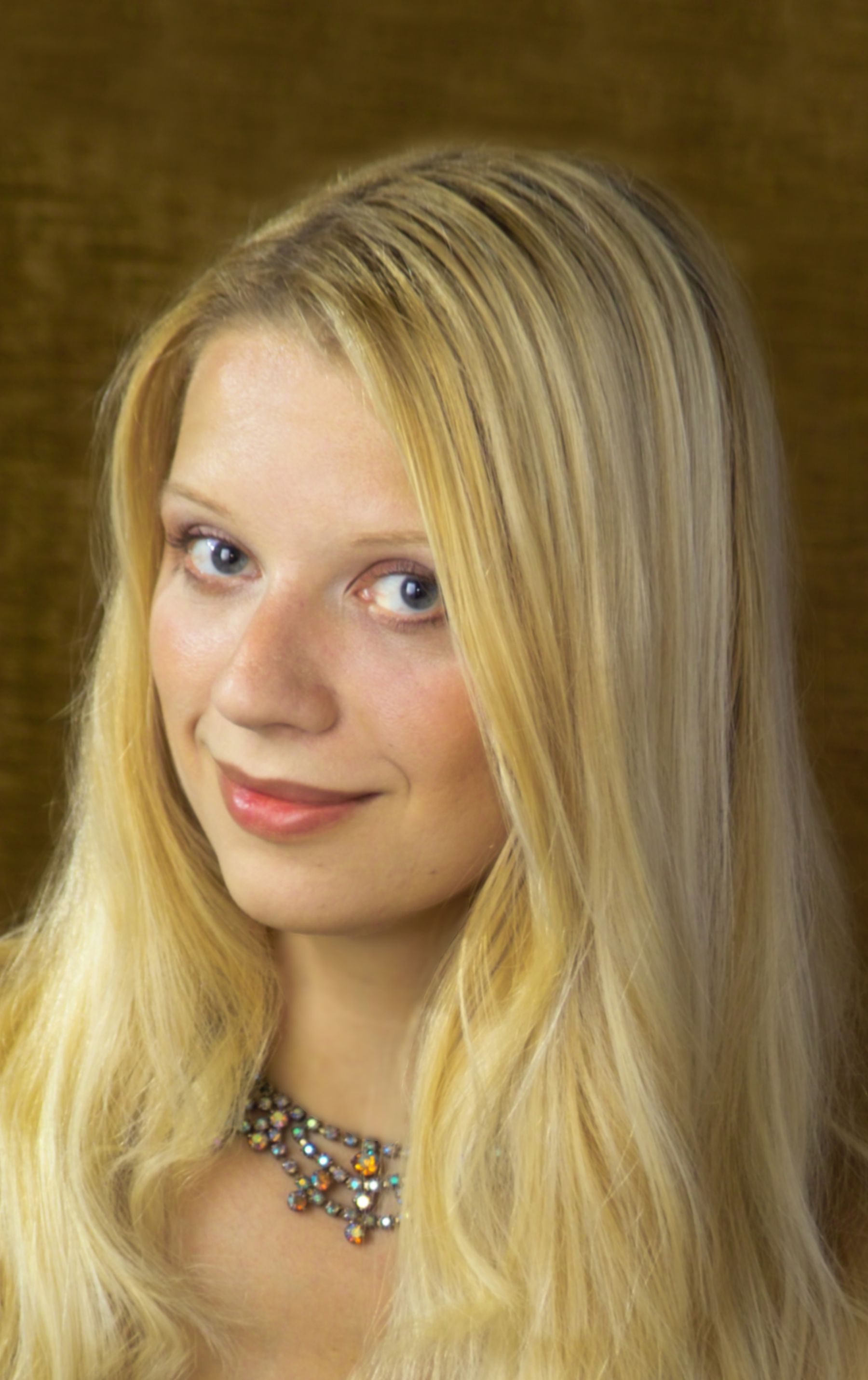
Valentina Lisitsa

- 1er janvier : René Mercier, compositeur et chef d'orchestre français.
- 8 janvier : Philippe Giusiano, pianiste français.
- 13 janvier : Juan Diego Florez, ténor péruvien.
- 18 janvier : Nicolas Courjal, chanteur d'opéra basse français.
- 1er février : Alexander Melnikov, pianiste russe.
- 2 février : 
  - Alexandre Carlin, chef d'orchestre, professeur de clarinette et compositeur français.
  - Caroline Gerber, compositrice française.
- 9 février : David Grimal, violoniste français.
- 23 mars : Kanako Abe, chef d'orchestre, pianiste et compositrice japonaise.
- 27 mars : Simon Calamel, écrivain et chanteur français.
- 9 avril : Speranza Scappucci, cheffe d'orchestre et pianiste italienne.
- 14 avril : David Miller, ténor américain.
- 5 mai : Francesco Filidei, organiste et compositeur italien.
- 24 mai : Stephan Genz, baryton allemand.
- 26 mai : Magdalena Kožená, mezzo-soprano tchèque.
- 29 mai : Tansy Davies, compositrice anglaise.
- 11 juin : Vanessa Wagner, pianiste française.
- 12 juin : Thomas Rösner, chef d'orchestre autrichien.
- 17 juin : Helge Burggrabe, compositeur et musicien allemand.
- 18 juin : Violaine Cochard, claveciniste française.
- 19 juin :
  - Sasha Mäkilä, chef d'orchestre finlandais.
  - Jörg Widmann, compositeur et clarinettiste allemand.
- 23 juin : Henning Kraggerud, musicien et compositeur norvégien.
- 13 juillet : Vitaly Samoshko, pianiste ukrainien.
- 15 juillet : Jérémie Rhorer, chef d'orchestre français.
- 21 juillet : Judicaël Perroy, guitariste classique français.
- 23 juillet : Søren Nils Eichberg, compositeur danois-allemand.
- 17 août : Daniel Hope, violoniste britannico-sud-africain.
- 26 août : Dina Ugorskaïa, pianiste allemande d'origine russe († 17 septembre 2019)
- 29 août : Caroline Sageman, pianiste française.
- 3 septembre : Malin Byström, soprano lyrique suédoise.
- 21 septembre : Vincent Wimart, compositeur et peintrefrançais.
- 23 septembre : Ingrid Fliter, pianiste argentine.
- 22 octobre : Xavier de Maistre, harpiste français.
- 27 octobre : Karol Beffa, compositeur, pianiste et universitaire français et suisse.
- 29 octobre : Olivier Fortin, claveciniste, organiste et directeur musical québécois.
- 31 octobre : Kate Aldrich, mezzo-soprano américaine.
- 5 novembre : Emmanuelle Bertrand, violoncelliste française.
- 10 novembre : Robert Gulya, compositeur hongrois.
- 14 novembre : Markus Werba, baryton autrichien.
- 28 novembre : Eugene Izotov, hautboïste russe.
- 11 décembre : 
  - Valentina Lisitsa, pianiste ukrainienne.
  - Ludovic Morlot, chef d'orchestre français.
- 12 décembre : Claire-Mélanie Sinnhuber, compositrice franco-suisse.
- 14 décembre : Milica Pap, pianiste bosnienne, serbe et croate.
- 15 décembre : Stefano Secco, ténor italien.
- 27 décembre : Bert Appermont, compositeur belge.

### Date indéterminée
- Jörn Arnecke, compositeur allemand.
- Hélène Bouchez, chef d'orchestre français.
- Franck Chevalier, altiste français.
- David Gaillard, altiste français.
- Vadim Gluzman, violoniste israélien.
- Marie Hallynck, violoncelliste belge.
- Antony Hermus, chef d'orchestre néerlandais.
- Igor Keller, violoniste.
- Marc Kowalczyk, compositeur, musicologue et pédagogue français.
- Béatrice Martin, claveciniste française.
- Filomena Moretti, guitariste classique italienne.
- Pierre Lopé Nonce Robert Rodriguez, ténor, professeur de chant et auteur-compositeur français.
- Michel Petrossian, compositeur français d'origine arménienne.
- Christophe Robert violoniste, altiste et directeur musical français.
- Emmanuel Rossfelder, guitariste classique français.
- Matthew White, contreténor canadien.
- Zhang Xian, chef d'orchestre sino-américaine.

## Décès

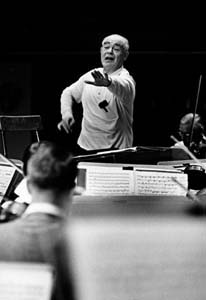
Paul Kletzki

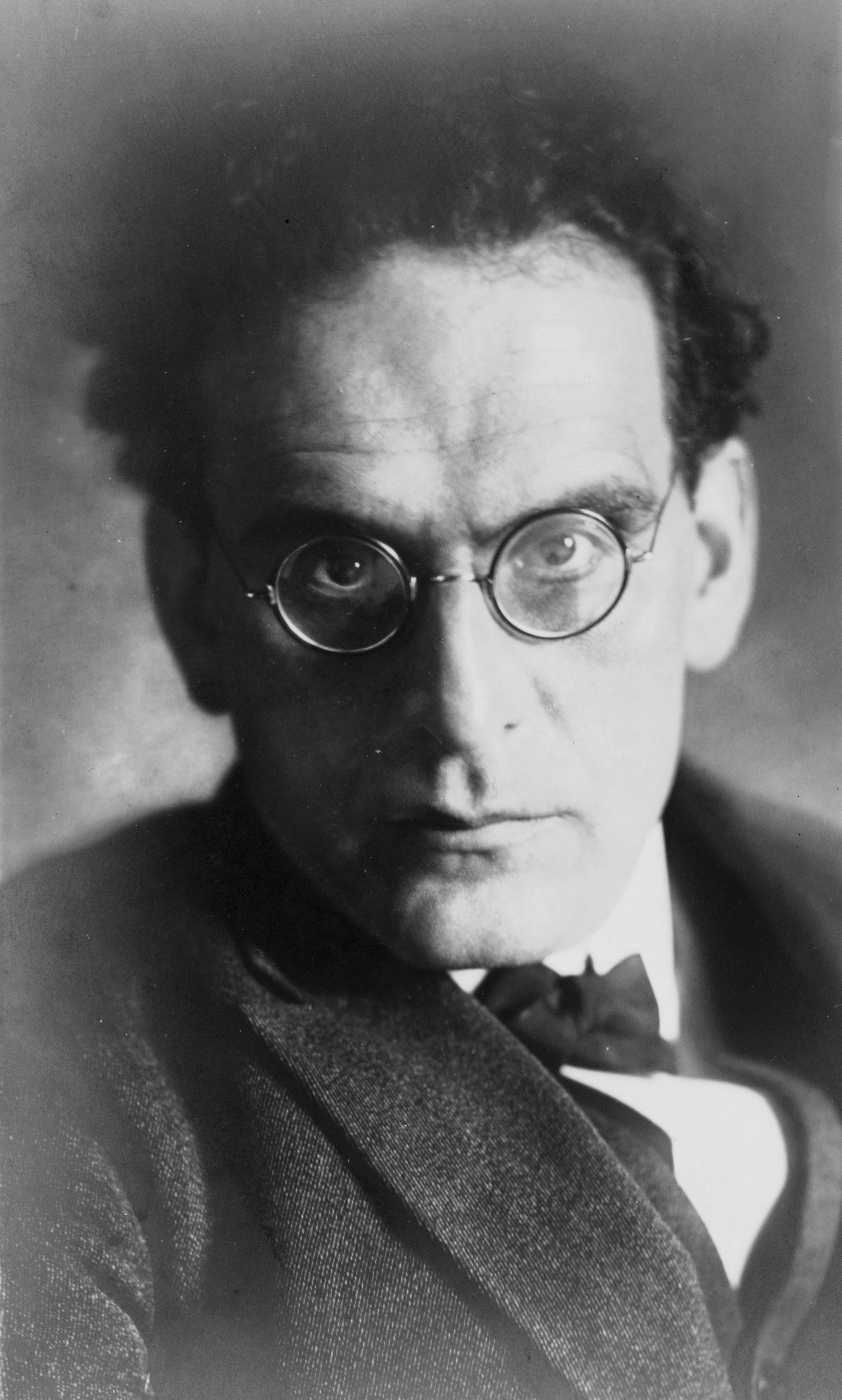
Otto Klemperer

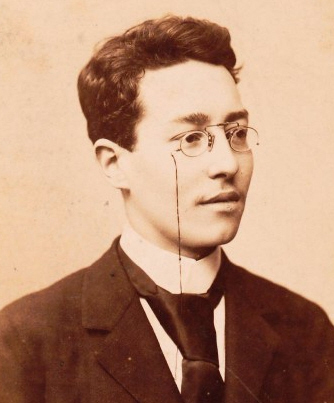
Henri Büsser

- 12 février : Benjamin Frankel, pianiste, compositeur et chef d'orchestre anglais (° 31 janvier 1906).
- 17 février : Suzanne Balguerie, cantatrice française (° 29 juin 1888).
- 19 février : Joseph Szigeti, violoniste américain d'origine hongroise (° 5 septembre 1892).
- 5 mars : Paul Kletzki, chef d'orchestre et compositeur polonais, naturalisé suisse (° 21 mars 1900).
- 12 mars : Esther Ballou, professeur de musique, organiste et compositrice américaine (° 17 juillet 1915).
- 18 mars : Lauritz Melchior, ténor danois naturalisé américain (° 20 mars 1890).
- 21 mars : Antoni Szałowski, compositeur polonais (° 21 avril 1907).
- 26 mars : Safford Cape, compositeur, musicologue, interprète et directeur musical américain (° 28 juin 1906).
- 31 mars : Kurt Thomas, compositeur, pédagogue et Thomaskantor allemand (° 25 mai 1904).
- 2 avril : Jascha Horenstein, chef d'orchestre ukrainien (° 6 mai 1898).
- 16 avril : István Kertész, chef d'orchestre hongrois (° 28 août 1929).
- 27 avril : Vojtech Adamec, compositeur, chef d'orchestre et pédagogue slovaque (° 12 juillet 1926).
- 29 avril : Manfred Gurlitt, compositeur et chef d'orchestre allemand (° 6 septembre 1890).
- 16 mai : Robert Bréard, musicien français (° 18 janvier 1894).
- 21 mai : František Bartoš, critique musical, musicologue et compositeur tchèque (° 13 juin 1905).
- 28 mai : Hans Schmidt-Isserstedt, chef d'orchestre allemand (° 5 mai 1900).
- 2 juin : Hidemaro Konoye, chef d'orchestre et compositeur japonais (° 18 novembre 1898).
- 7 juin : Florentina Mallá, compositrice et pianiste tchèque (° 14 juillet 1891).
- 13 juin : Alvin Etler, hautboïste, pédagogue et compositeur américain (° 19 février 1913).
- 3 juillet : Karel Ančerl, chef d'orchestre tchèque (° 11 avril 1908).
- 6 juillet : Otto Klemperer, chef d'orchestre allemand (° 14 mai 1885).
- 11 juillet : Alexandre Mossolov, compositeur soviétique (° 11 août 1900).
- 1er août : Gian Francesco Malipiero, compositeur, musicologue et éditeur de musique italien (° 18 mars 1882).
- 17 août : Jean Barraqué, compositeur français (° 17 janvier 1928).
- 24 août : Sláva Vorlová, compositrice tchèque (° 15 mars 1894).
- 28 août : Anna Maria Klechniowska, compositrice et professeur de musique polonaise (° 15 avril 1888).
- 1er septembre : Graziella Pareto, soprano espagnole (° 15 mai 1889).
- 11 septembre : Martha Angelici, soprano française (° 22 mai 1907).
- 14 septembre : Roger Bourdin, baryton français (° 14 juin 1900).
- 15 septembre : Herbert Albert, chef d'orchestre allemand (° 26 décembre 1903).
- 17 septembre : Marijana Radev, chanteuse d'opéra croate (° 21 novembre 1913).
- 19 septembre : Solange Corbin, musicologue française (° 5 avril 1903).
- 21 septembre : William Plomer, écrivain sud-africain, poète, romancier, librettiste et éditeur (° 10 décembre 1903).
- 22 septembre : Youri Yankelevitch, violoniste et professeur de musique soviétique (° 7 mars 1909).
- 30 septembre : Walter Abendroth, compositeur allemand (° 29 mai 1896).
- 22 octobre : Pablo Casals, violoncelliste, chef d'orchestre, et compositeur espagnol (° 29 décembre 1876).
- 3 novembre : Vladimir Vavilov, guitariste, luthiste et compositeur russe (° 5 mai 1925).
- 13 novembre : Bruno Maderna, compositeur et chef d'orchestre italien (°  21 avril 1920).
- 18 novembre : Alois Hába, compositeur tchèque (° 21 juin 1893).
- 23 novembre : Jennie Tourel, mezzo-soprano russo-américaine (° 22 juin 1900).
- 13 décembre : Fanny Heldy, soprano belge († 29 février 1888).
- 17 décembre : Patrick Hadley, compositeur, chef d'orchestre et pédagogue anglais (° 5 mars 1899).
- 28 décembre : Antoinette Vischer, claveciniste et mécène suisse (° 13 février 1909).
- 29 décembre : Émile de Ribaupierre, violoniste, chef d'orchestre et compositeur vaudois (° 27 mars 1887).
- 30 décembre : Henri Büsser, organiste, compositeur et chef d'orchestre français. (° 16 janvier 1872).

### Date indéterminée
- Ellen Coleman : compositrice et chef d'orchestre anglaise (° 1886).